# Prix Locus du meilleur roman pour jeunes adultes
Les prix Locus sont décernés chaque année, depuis 1971, par les lecteurs du magazine américain mensuel de science-fiction Locus lors d'un banquet annuel organisé par la Locus Science Fiction Foundation.
La catégorie du meilleur roman pour jeunes adultes récompense les œuvres de science-fiction, fantasy ou d'horreur destinés aux jeunes adultes. Cette catégorie a été créée en 2003.

## Palmarès
Les gagnants sont cités en premier, suivis par les autres œuvres nommées.

### Années 2000

#### 2003
Coraline (Coraline) par Neil Gaiman
- Abarat (Abarat) par Clive Barker
- Summerland par Michael Chabon
- A Wizard Alone par Diane Duane
- La Maison du Scorpion (The House of the Scorpion) par Nancy Farmer
- Le Prince des voleurs (The Thief Lord) par Cornelia Funke
- Protector of the Small: Lady Knight par Tamora Pierce
- La Cité des dieux sauvages (City of the Beasts) par Isabel Allende
- The Storm Weaver and the Sand par Sean Williams
- Interface (Feed) par M. T. Anderson

#### 2004
Les Ch'tits Hommes libres (The Wee Free Men) par Terry Pratchett
- Abhorsën (Abhorsen) par Garth Nix
- La Conspiration Merlin (The Merlin Conspiracy) par Diana Wynne Jones
- Swan Sister: Fairy Tales Retold par Ellen Datlow et Terri Windling, éds.
- A Stir of Bones par Nina Kiriki Hoffman
- Cœur d'encre (Inkheart) par Cornelia Funke
- Trickster's Choice par Tamora Pierce
- Midwinter Nightingale par Joan Aiken
- L'Amulette de Samarcande (The Amulet of Samarkand) par Jonathan Stroud
- Firebirds par Sharyn November, éd.
- New Skies par Patrick Nielsen Hayden, éd.
- Harry Potter et l'Ordre du phénix (Harry Potter and the Order of the Phoenix) par J. K. Rowling
- L'Or du prédateur (Predator's Gold) par Philip Reeve
- The Tears of the Salamander par Peter Dickinson
- La Cité des étoiles (Stravaganza: City of Stars) par Mary Hoffman

#### 2005
Un chapeau de ciel (A Hat Full of Sky) par Terry Pratchett
- Dons (Gifts) par Ursula K. Le Guin
- The Faery Reel: Tales from the Twilight Realm par Ellen Datlow et Terri Windling, éds.
- The Blue Girl par Charles de Lint
- Jours de lumière, nuits de guerre (Abarat: Days of Magic, Nights of War) par Clive Barker
- New Magics par Patrick Nielsen Hayden, éd.
- Prisonnier des Vikings (The Sea of Trolls) par Nancy Farmer
- L'Œil du Golem (The Golem's Eye) par Jonathan Stroud
- Sombre Mardi (The Keys to the Kingdom, Book 2: Grim Tuesday) par Garth Nix
- Unexpected Magic: Collected Stories par Diana Wynne Jones
- L'Heure secrète (Midnighters, Book One: The Secret Hour) par Scott Westerfeld
- Le Royaume du dragon d'or (Kingdom of the Golden Dragon) par Isabel Allende
- Fils du ciel (Airborn) par Kenneth Oppel
- Gothic!: Ten Original Dark Tales par Deborah Noyes, éd.
- Basilisk par N. M. Browne

#### 2006
Pay the Piper par Jane Yolen et Adam Stemple (en)
- Mister Boots par Carol Emshwiller
- Sang d'encre (Inkspell) par Cornelia Funke
- Valiant par Holly Black
- V-virus (Peeps) par Scott Westerfeld
- La Porte de Ptolémée (Ptolemy's Gate) par Jonathan Stroud
- Le Destin de Conrad (Conrad's Fate) par Diana Wynne Jones
- TWOC par Graham Joyce
- L'Étreinte des ténèbres (Midnighters, Book Two: Touching Darkness) par Scott Westerfeld
- Brise-ciel (Skybreaker) par Kenneth Oppel
- La Cité des fleurs (Stravaganza: City of Flowers) par Mary Hoffman
- Harry Potter et le Prince de sang-mêlé (Harry Potter and the Half-Blood Prince) par J. K. Rowling
- La Reine des eaux (The Flowering Queen) par Kai Meyer
- The Sledding Hill par Chris Crutcher

#### 2007
L'Hiverrier (Wintersmith) par Terry Pratchett
- Voix (Voices) par Ursula K. Le Guin
- Magic Lessons par Justine Larbalestier
- Spirits That Walk in Shadow par Nina Kiriki Hoffman
- Jeudi meurtrier (The Keys to the Kingdom, Book 4: Sir Thursday) par Garth Nix
- The Pinhoe Egg par Diana Wynne Jones
- Specials (Specials) par Scott Westerfeld
- Do the Creepy Thing par Graham Joyce
- Plaine obscure (A Darkling Plain) par Philip Reeve
- A-Apocalypse - Bande-son pour fin du monde (The Last Days) par Scott Westerfeld
- Le Long Jour bleu (Midnighters, Book Three: Blue Noon) par Scott Westerfeld

#### 2008
Lombres (Un Lun Dun) par China Miéville
- Pouvoirs (Powers) par Ursula K. Le Guin
- The H-Bomb Girl par Stephen Baxter
- Extras (Extras) par Scott Westerfeld
- Magic's Child par Justine Larbalestier
- Ironside par Holly Black
- The Shadow Speaker par Nnedi Okorafor-Mbachu
- L'Épreuve (Skin Hunger) par Kathleen Duey
- Par delà les steppes je te retrouverai (Book of a Thousand Days) par Shannon Hale
- Verdigris Deep par Frances Hardinge
- The Dream Quake par Elizabeth Knox
- Harry Potter et les Reliques de la Mort (Harry Potter and the Deathly Hallows) par J. K. Rowling

#### 2009
L'Étrange Vie de Nobody Owens (The Graveyard Book) par Neil Gaiman
- Little Brother (Little Brother) par Cory Doctorow
- Zoé (Zoe's Tale) par John Scalzi
- Nation (Nation) par Terry Pratchett
- Tender Morsels par Margo Lanagan
- How to Ditch Your Fairy par Justine Larbalestier
- Chalice par Robin McKinley
- Flora's Dare par Ysabeau S. Wilce
- Hunger Games (The Hunger Games) par Suzanne Collins
- L'Épée mortelle (City of Ashes) par Cassandra Clare
- La Voix du couteau (The Knife of Never Letting Go) par Patrick Ness
- Eon et le douzième dragon (Eon: Dragoneye Reborn) par Alison Goodman
- Ink Exchange par Melissa Marr
- Monster Blood Tattoo, Book Two: Lamplighter par D. M. Cornish

### Années 2010
| Sommaire : | - Haut - 2010 - 2011 - 2012 - 2013 - 2014 - 2015 - 2016 - 2017 - 2018 - 2019 |

#### 2010
Léviathan (Leviathan) par Scott Westerfeld
- The Hotel Under the Sand par Kage Baker
- Menteuse (Liar) par Justine Larbalestier
- Hunger Games : L'Embrasement (Catching Fire) par Suzanne Collins
- Going Bovine par Libba Bray (en)
- Les Héros de la vallée (Heroes of the Valley) par Jonathan Stroud
- Le Cercle et la Flèche (The Ask and the Answer) par Patrick Ness
- Le Choix (Sacred Scars) par Kathleen Duey
- Gullstruck Island par Frances Hardinge

#### 2011
Ferrailleurs des mers (Ship Breaker) par Paolo Bacigalupi
- Je m'habillerai de nuit (I Shall Wear Midnight) par Terry Pratchett
- Hunger Games : La Révolte (Mockingjay) par Suzanne Collins
- Béhémoth (Behemoth) par Scott Westerfeld
- Enchanted Glass par Diana Wynne Jones
- Chat blanc (White Cat) par Holly Black
- Pisteur - Livre 1 (Pathfinder) par Orson Scott Card
- Tresholds par Nina Kiriki Hoffman
- The Boneshaker par Kate Milford
- Dimanche fatal (The Keys to the Kingdom: Lord Sunday) par Garth Nix
- La Guerre du bruit (Monsters of Men) par Patrick Ness
- Kid vs. Squid par Greg van Eekhout
- Factotum par D. M. Cornish
- Fever Crumb par Philip Reeve

#### 2012
La Fille qui navigua autour de Féérie dans un bateau construit de ses propres mains (The Girl Who Circumnavigated Fairyland in a Ship of Her Own Making) par Catherynne M. Valente
- L'Odyssée des mondes (Planesrunner) par Ian McDonald
- Akata Witch (Akata Witch) par Nnedi Okorafor
- Goliath (Goliath) par Scott Westerfeld
- Miss Peregrine et les Enfants particuliers (Miss Peregrine’s Home for Peculiar Children) par Ransom Riggs
- Le Labyrinthe de la liberté (The Freedom Maze) par Delia Sherman
- Abarat: Absolute Midnight par Clive Barker
- Fille des chimères (Daughter of Smoke and Bone) par Laini Taylor
- Across the Great Barrier par Patricia C. Wrede
- Quelques minutes après minuit (A Monster Calls) par Patrick Ness
- Gant rouge (Red Glove) par Holly Black
- Mastiff par Tamora Pierce
- The Highest Frontier par Joan Slonczewski
- Huntress par Malinda Lo
- Beauty Queens par Libba Bray (en)
- The Boy at the End of the World par Greg van Eekhout
- Au-delà des étoiles (Across the Universe) par Beth Revis
- Scrivener's Moon par Philip Reeve
- Eona et le Collier des dieux (Eona) par Alison Goodman

#### 2013
Merfer (Railsea) par China Miéville
- Les Cités englouties (The Drowned Cities) par Paolo Bacigalupi
- La Fille qui tomba sous Féérie et y mena les festoiements (The Girl Who Fell Beneath Fairyland and Led the Revels There) par Catherynne M. Valente
- Roublard (Dodger) par Terry Pratchett
- Pirate Cinema par Cory Doctorow
- Be My Enemy par Ian McDonald
- Sea Hearts par Margo Lanagan
- Cœur noir (Black Heart) par Holly Black
- Radiant Days par Elizabeth Hand
- Apollo's Outcasts par Allen Steele
- Zeuglodon par James P. Blaylock
- The Chaos par Nalo Hopkinson
- Bitterblue (Bitterblue) par Kristin Cashore
- The Diviners par Libba Bray (en)
- La Prophétie de Glendower (The Raven Boys) par Maggie Stiefvater
- Revenante (Days of Blood & Starlight) par Laini Taylor
- A Face Like Glass par Frances Hardinge
- La Couronne de flammes (The Crown of Embers) par Rae Carson
- Team Human par Justine Larbalestier et Sarah Rees Brennan
- Le Fils (Son) par Lois Lowry
- A comme aujourd'hui (Every Day) par David Levithan

#### 2014
La Fille qui survola Féérie et coupa la Lune en deux (The Girl Who Soared Over Fairyland and Cut the Moon in Two) par Catherynne M. Valente
- Coldtown - Cité des vampires (The Coldest Girl in Coldtown) par Holly Black
- Homeland par Cory Doctorow
- Zombie Ball (Zombie Baseball Beatdown) par Paolo Bacigalupi
- Le Prince d'été (The Summer Prince) par Alaya Dawn Johnson
- Eleanor (Doll Bones) par Holly Black
- Les Voleurs de rêves (The Dream Thieves) par Maggie Stiefvater
- The Woken Gods par Gwenda Bond
- More Than This par Patrick Ness
- When We Wake par Karen Healey
- The Lord of Opium par Nancy Farmer
- Mortal Fire par Elizabeth Knox (en)
- September Girls par Bennett Madison (en)

#### 2015
La Moitié d'un roi (Half a King) par Joe Abercrombie
- La Fabrique de doute (The Doubt Factory) par Paolo Bacigalupi
- Empress of the Sun par Ian McDonald
- Clariel par Garth Nix
- Jupons et Poisons (Waistcoats & Weaponry) par Gail Carriger
- Lockstep par Karl Schroeder
- Exo par Steven Gould
- Fille de l'eau (Memory of Water) par Emmi Itäranta
- Girl on a Wire par Gwenda Bond
- Blue Lily, Lily Blue par Maggie Stiefvater
- Afterworlds (Afterworlds) par Scott Westerfeld
- Au-delà des légendes (Dreams of Gods & Monsters) par Laini Taylor
- Love is the Drug par Alaya Dawn Johnson
- Le Chant du coucou (Cuckoo Song) par Frances Hardinge
- The Child Eater par Rachel Pollack
- The Grasshopper's Child par Gwyneth Jones
- L'Oiseau de feu (Ruin and Rising) par Leigh Bardugo
- L'Étrange Hôtel de Secrets' Hill (Greenglass House) par Kate Milford

#### 2016
La Couronne du berger (The Shepherd’s Crown) par Terry Pratchett
- La Moitié d'une guerre (Half a War) par Joe Abercrombie
- La Moitié d'un monde (Half the World) par Joe Abercrombie
- Shadowshaper par Daniel José Older
- Harrison Harrison (Harrison Squared) par Daryl Gregory
- Nimona par Noelle Stevenson
- Au plus profond de la forêt (The Darkest Part of the Forest) par Holly Black
- Six of Crows (Six of Crows) par Leigh Bardugo
- L'Île aux mensonges (The Lie Tree) par Frances Hardinge
- Zeroes par Scott Westerfeld, Margo Lanagan et Deborah Biancotti (en)
- Wonders of the Invisible World par Christopher Barzak (en)
- Magonia par Maria Dahvana Headley (en)
- Railhead par Philip Reeve
- Bone Gap par Laura Ruby (en)
- The Deep Woods par Tim Pratt (en)
- Hollowgirl par Sean Williams
- Carry On par Rainbow Rowell
- Lair of Dreams par Libba Bray (en)
- The Walls Around Us par Nova Ren Suma (en)

#### 2017
Vengeresse (Revenger) par Alastair Reynolds
- La Fille qui avait bu la lune (The Girl Who Drank the Moon) par Kelly Barnhill
- The Evil Wizard Smallbone par Delia Sherman
- La Cité corrompue (Crooked Kingdom) par Leigh Bardugo
- Goldenhand par Garth Nix
- Poisoned Blade par Kate Elliott
- This Savage Song par Victoria Schwab
- Lois Lane: Double Down par Gwenda Bond
- Truthwitch (Truthwitch) par Susan Dennard (en)
- Burning Midnight par Will McIntosh
- Labyrinth Lost par Zoraida Córdova (en)
- La Clé de bronze (The Bronze Key) par Holly Black et Cassandra Clare
- Dossier Gemina (Gemina) par Jay Kristoff et Amie Kaufman (en)
- Aerie par Maria Dahvana Headley (en)
- When the Moon Was Ours par Anna-Marie McLemore
- The Rose and the Dagger par Renée Ahdieh (en)
- The Swan Riders par Erin Bow (en)
- Rocks Fall Everyone Dies par Lindsay Ribar
- Three Dark Crowns (Three Dark Crowns) par Kendare Blake (en)
- And I Darken par Kiersten White (en)

#### 2018
Akata Warrior (Akata Warrior) par Nnedi Okorafor
- La Belle Sauvage (The Book of Dust: La Belle Sauvage) par Philip Pullman
- Machine de guerre (Tool of War) par Paolo Bacigalupi
- Chalk par Paul Cornell
- In Other Lands par Sarah Rees Brennan
- Buried Heart par Kate Elliott
- Shadowhouse Fall par Daniel José Older
- The Dragon with a Chocolate Heart par Stephanie Burgis
- A Skinful of Shadows par Frances Hardinge
- Frogkisser! par Garth Nix
- Want par Cindy Pon
- Jane, Unlimited par Kristin Cashore
- Before the Devil Breaks You par Libba Bray (en)
- Win par Vera Nazarian (en)
- The Ship Beyond Time par Heidi Heilig
- Les Fantômes de Secrets' Hill (Ghosts of Greenglass House) par Kate Milford
- One Dark Throne (One Dark Throne) par Kendare Blake (en)
- Sovereign par April Daniels
- Black Light Express par Philip Reeve
- The Silent Invasion par James Bradley
- Wild Beauty par Anna-Marie McLemore
- Now I Rise par Kiersten White (en)
- The November Girl par Lydia Kang

#### 2019
Dread Nation par Justina Ireland
- Le Prince cruel (The Cruel Prince) par Holly Black
- Mapping the Bones par Jane Yolen
- Tess of the Road par Rachel Hartman (en)
- S'allier ou mourir (Cross Fire) par Fonda Lee
- The Gone Away Place par Christopher Barzak (en)
- Les Belles (The Belles) par Dhonielle Clayton
- The Agony House par Cherie Priest
- Half-Witch par John Schoffstall
- Impostors (Impostors) par Scott Westerfeld
- The Astonishing Colour of After par Emily X. R. Pan (en)
- Blanca & Roja par Anna-Marie McLemore
- A Room Away From the Wolves par Nova Ren Suma (en)
- For a Muse of Fire par Heidi Heilig
- Bluecrowne par Kate Milford
- Damsel par Elana K. Arnold (en)
- Black Wings Beating par Alex London
- The Brilliant Death par Amy Rose Capetta

### Années 2020
| Sommaire : | - Haut - 2020 - 2021 - 2022 - 2023 - 2024 - 2025 |

#### 2020
Dragon Pearl par Yoon Ha Lee
- Catfishing on CatNet par Naomi Kritzer (en)
- Shadow Captain par Alastair Reynolds
- Le Roi maléfique (The Wicked King) par Holly Black
- La Communauté des esprits (The Book of Dust: The Secret Commonwealth) par Philip Pullman
- War Girls par Tochi Onyebuchi (en)
- Angel Mage (Angel Mage) par Garth Nix
- Destroy All Monsters par Sam J. Miller
- King of Scars (King of Scars) par Leigh Bardugo
- Pet par Akwaeke Emezi
- Les Loups dorés (The Gilded Wolves) par Roshani Chokshi
- Thirteen Doorways, Wolves Behind Them All par Laura Ruby (en)
- Internment par Samira Ahmed (en)
- Song of the Crimson Flower par Julie C. Dao (en)

#### 2021
Guide pratique pour boulangère magique (A Wizard’s Guide to Defensive Baking) par T. Kingfisher
- Race to the Sun par Rebecca Roanhorse
- Légendes-vives (Legendborn) par Tracy Deonn (en)
- A Peculiar Peril par Jeff VanderMeer
- Over the Woodward Wall par A. Deborah Baker
- A Song Below Water par Bethany C. Morrow (en)
- Les Serpents argentés (The Silvered Serpents) par Roshani Chokshi
- Deathless Divide par Justina Ireland
- The Scapegracers par Hannah Abigail Clarke
- Shadowshaper Legacy par Daniel José Older
- Burn (Burn) par Patrick Ness
- We Ride Upon Sticks par Quan Barry (en)
- Red Hood par Elana K. Arnold (en)
- Dark and Deepest Red par Anna-Marie McLemore
- L'Aigle impitoyable (The Faithless Hawk) par Margaret Owen

#### 2022
Victories Greater Than Death par Charlie Jane Anders
- Chaos on CatNet par Naomi Kritzer (en)
- Iron Widow (Iron Widow) par Xiran Jay Zhao
- A Snake Falls to Earth par Darcie Little Badger
- L'Impératrice maudite (Redemptor) par Jordan Ifueko (en)
- Terciel & Elinor par Garth Nix
- Les Guerrières au sang doré (The Gilded Ones) par Namina Forna
- Ce cœur empoisonné (This Poison Heart) par Kalynn Bayron
- A Dark and Starless Forest par Sarah Hollowell
- The Infinity Courts par Akemi Dawn Bowman (en)
- A Chorus Rises par Bethany C. Morrow (en)
- White Smoke (White Smoke) par Tiffany D. Jackson
- The City Beautiful par Aden Polydoros
- The Mirror Season par Anna-Marie McLemore
- Yesterday Is History par Kosoko Jackson
- Aetherbound par E. K. Johnston
- The Raconteur's Commonplace Book par Kate Milford
- Rise of the Red Hand par Olivia Chadha
- All Our Hidden Gifts par Caroline O'Donoghue
- Summer in the City of Roses par Michelle Ruiz Keil
- This Is Not the Jess Show par Anna Carey (en)

#### 2023
Dreams Bigger Than Heartbreak par Charlie Jane Anders
- Bloodmarked par Tracy Deonn (en)
- Bitter par Akwaeke Emezi
- Unraveller par Frances Hardinge
- Ballad & Dagger par Daniel José Older
- Rust in the Root par Justina Ireland
- The Scratch Daughters par H. A. Clarke
- An Arrow to the Moon par Emily X. R. Pan (en)
- Lakelore par Anna-Marie McLemore
- The Kindred par Alechia Dow

#### 2024
Promises Stronger Than Darkness par Charlie Jane Anders
- The Sinister Booksellers of Bath par Garth Nix
- The Library of Broken Worlds par Alaya Dawn Johnson
- The Siren, the Song, and the Spy par Maggie Tokuda-Hall (en)
- The Spirit Bares Its Teeth par Andrew Joseph White (en)
- Damned If You Do par Alex Brown
- Divines Rivalités (Divine Rivals) par Rebecca Ross (en)
- The Making of Yolanda la Bruja par Lorraine Avila (en)
- Into the Light par Mark Oshiro
- A Song of Salvation par Alechia Dow
- Envoûtés (Spell Bound) par F. T. Lukens
- Zhara par S. Jae-Jones
- Godly Heathens par H. E. Edgmon
- Where Echoes Die par Courtney Gould

#### 2025
Moonstorm par Yoon Ha Lee
- Un thé avant la tempête (A Tempest of Tea) par Hafsah Faizal
- Sheine Lende par Darcie Little Badger
- The Maid and the Crocodile par Jordan Ifueko (en)
- Sleep Like Death par Kalynn Bayron
- Compound Fracture par Andrew Joseph White (en)
- Rest in Peaches par Alex Brown
- Blood Justice par Terry J. Benton-Walker
- Fall of the Iron Gods par Olivia Chadha
- The Feast Makers par H. A. Clarke
- Annie LeBlanc Is Not Dead Yet par Molly Morris
- Flawless Girls par Anna-Marie McLemore
- Spells to Forget Us par Aislinn Brophy
- Val Vega: Secret Ambassador of Earth par Ben Francisco
- Death Lord Arcanist par Shami Stovall
- Otherworldly par F. T. Lukens
- Le Château des maudits (Castle of the Cursed) par Romina Garber